# Getúlio (film)
Getúlio är en brasiliansk dramafilm från 2014 i regi av João Jardim.

## Handling
Filmen utspelar sig i augusti 1954, efter mordförsöket på journalisten Carlos Lacerda. President Getúlio Vargas måste hantera den ökande instabiliteten i sin regering.

## Utmärkelser
Vid 2015 Grande Prêmio do Cinema Brasileiro vann filmen tre priser:
- Tony Ramos som bästa skådespelare;
- Tiago Marques som bästa konstnärliga ledare;
- Martín Macias Trujillo som bästa makeupartist.